# International Football Alliance
Die International Football Alliance ist eine professionelle nordamerikanische American-Football-Liga. Die Liga startet am 31. Mai 2025 mit sechs Mannschaften, fünf aus den Vereinigten Staaten und eine aus Mexiko, in ihre erste Saison.

## Geschichte
Die IFA entstand Anfang 2023 hauptsächlich auf Betreiben einiger ehemaliger Franchises der Fútbol Americano de México (FAM), welche nach der Saison 2022 den Spielbetrieb einstellte. Anfangs waren je drei Mannschaften aus Mexiko sowie drei aus den USA eingeplant. Aus Mexiko sollten die ehemaligen FAM-Franchises Tequileros de Jalisco und Cancun Sharks sowie die Rarámuris de Chihuahua geplant. In den USA sollte Dallas durch den Umzug des Meister der FAM 2019, Pioneros de Santiago de Querétaro vertreten sein. Als weiterer Standort wurde das an der mexikanischen Grenze gelegene El Paso genannt. Geplant war ein Start 2024.
Über die folgenden Monate wurden weitere Standorte in den USA angekündigt und wieder von der IFA-Website entfernt. Im Januar 2024 gab die Liga die Verschiebung des Ligastarts auf 2025 bekannt, da nur fünf Franchises gesichert zur Verfügung standen. Gleichzeitig wurde die Erweiterung auf zehn Teams angekündigt.
Am 26. Oktober 2024 wurden sechs Teilnehmer für einen Saisonstart im Mai oder Juni 2025 angekündigt. Darunter nur noch eine mexikanische Mannschaft. Die Rarámuris de Chihuahua  benannten sich in Chihuahua Rebellion um. Jalisco und Cancun sind dagegen nicht dabei. Darunter ist mit den Tampa Tornados eine Franchise der ehemaligen American Arena League.

### Saison 2025
Fünf Tage nach der Ankündigung der Teams wurde mit den Ohio Valley Ironmen ein siebtes Team bekannt gegeben. Die Ironmen übernehmen den Namen eines 1969 aufgelösten Teams der Continental Football League. Am selben Tag wurde der Spielplan für die Saison 2025 vorgestellt. Das erste Spiel der Liga soll am 31. Mai 2025 zwischen Tampa und Alabama stattfinden. Die restlichen Teams starten eine Woche später. Jede Mannschaft hat acht Spiele.
Am 7. Januar 2025 erhoben die Baltimore Lightning diverse Anschuldigungen an die Liga und gaben bekannt, nicht teilzunehmen. Die Liga wiederum gab an, Baltimore sei ausgeschlossen worden. Am 12. Februar 2025 präsentierte die IFA das Team Arkansas Storm als erstes Expansionsteam für die Saison 2026. Am 14. April 2025 schloss die Liga die Alabama Beavers wegen finanzieller Unregelmäßigkeiten aus. Die Beavers wiederum gaben bekannt, die Liga verlassen zu haben und einen eigenen Wettbewerb zu starten. Am 9. Mai 2025 stellte die Liga die Huntsville Astros als weiteres Team für die Saison 2025 vor. Die Astros übernahmen einen Großteil des Staffs und der Spieler der Beavers. Ende Mai 2025 wurde bekannt, dass die San Antonio Caballeros den Betrieb einstellen.
Am 31. Mai 2025 fand in Chihuahua das erste offizielle IFA-Spiel statt. Die Rebelion Tarahamura unterlag zu Hause in einem IFA Show Case genannten Spiel gegen Dallas Prime (einem Team der semiprofessionellen Texas United Football League) mit 0:16. Auf Grund interner Querelen wurde die Rebellion am 13. Juni 2025 suspendiert. Am 17. Juli 2025 gaben diese bekannt, mit neuem Spielort in Ciudad Juárez weiterzumachen.
Am 1. Juni 2025 fand das erste Spiel der Huntsville Astros statt, die mit 45:0 gegen die Tennessee Hornets gewannen. Die Hornets gaben bekannt, sich 2026 der IFA anzuschließen. Im Juli 2025 spielten die Astros 52:30 gegen Dallas Prime.
Die Tampa Tornadoes gaben am 13. Juni 2025 bekannt, aus der IFA auszutreten, ihre Spiele aber als unabhängiges Team durchzuführen. Eine Woche später stellten sie den Betrieb für 2025 aber komplett ein. 
Die Ohio Valley Ironmen starteten am 7. Juni 2025 in den Spielbetrieb. Sie gewannen mit 45:0 gegen die Cincinnati Dukes, später mit 39:0 bei Erie Express und mit 82:0 gegen die Tennessee Hornets.
| Team                | Bundesstaat       | Stadt             | Anmerkung               |
| Mannschaften 2025   | Mannschaften 2025 | Mannschaften 2025 | Mannschaften 2025       |
| ------------------- | ----------------- | ----------------- | ----------------------- |
| Rebelión Tarahumara | Chihuahua         | Ciudad Juárez     |                         |
| Tampa Tornadoes     | Florida           | Tampa Bay         |                         |
| Ohio Valley Ironmen | West Virginia     | Moundsville       |                         |
| Huntsville Astros   | Alabama           | Huntsville        |                         |
| Arkansas Storm      | Arkansas          | North Little Rock | Expansionsteam für 2026 |